# Daikanyama
Daikanyamachō (代官山町) ou Daikanyama (代官山) est un quartier de Shibuya dans la préfecture de Tokyo, capitale du Japon, situé sur la partie ouest de la ligne Tōkyū Tōyoko. Le quartier y est très animé les fins de semaine car de nombreuses familles viennent y faire leurs courses. Il est situé à quelques pas seulement de Naka-Meguro, un autre quartier de Tokyo. De nombreux cafés et restaurants parsèment les petites rues de ce quartier riche. On y trouve également une librairie :  Daikanyama Tsutaya Books, considérée comme l' "empire du livre" de Tokyo. Dotée d'une taille colossale, le Studio Klein Dytham architecture a remporté de nombreux prix, dont une récompense au World Architecture Festival de 2013, pour cette construction tripartite.